# Banian

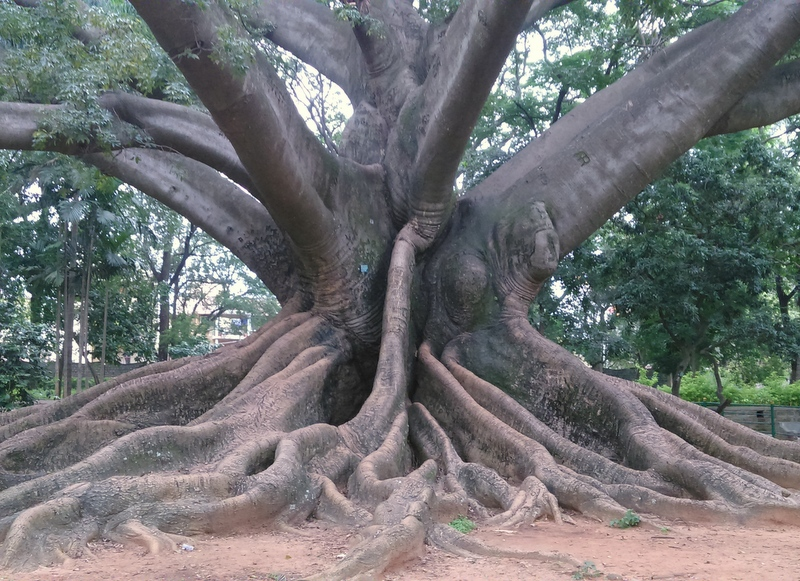
Banian din Lalbagh, regiunea Bangalore

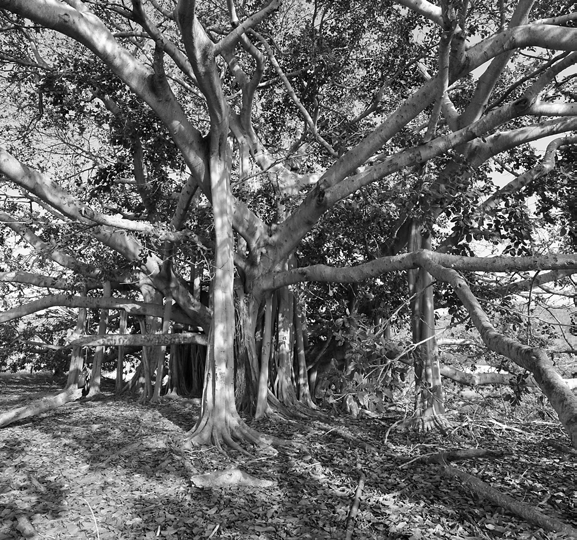
Banian din Guantanamo, plaja Girl Scout

Un banian este o varietate de smochin care își începe viața ca un epifit, adică o plantă care crește pe o altă plantă, atunci când semințele germinează într-o fisură sau crăpătură a unui copac sau a unei construcții umane. "Banian" (în engleză: banyan) de multe ori denumește acel Ficus benghalensis ("Indian banyan"), care este arborele național al Republicii India, deși numele a fost, de asemenea, generalizat pentru a desemna toate varietățile de smochin comun; este denumit în mod sistematic în taxonomie subgenul Urostigma.

## Caracteristici
Copacii banian mai bătrâni sunt caracterizați prin rădăcini aeriene care se maturizează în trunchiuri groase lemnoase, care, cu vârsta, pot deveni imposibil de distins de copacul gazdă. Copacii bătrâni se răspândesc lateral prin utilizarea acestor rădăcini și ajung să crească pe o arie largă de câțiva acri. La unele specii, rădăcinile se dezvoltă pe o zonă considerabilă, care seamănă cu un crâng de copaci, cu fiecare trunchi conectat direct sau indirect la copacul gazdă. Topologia acestui sistem masiv de rădăcini a inspirat numele sistemului de operare ierarhic al rețelei de calculatoare  "Banyan VINES".
Într-un banian care învăluie copacul gazdă, plasa de rădăcini crescute în jurul acestuia aplică, în cele din urmă, o presiune considerabilă și cel mai adesea îl omoară. Astfel învăluit, copacul mort se descompune, astfel că banianul devine un  copac coloană, cu un gol central. În junglă, astfel de goluri sunt adăposturi mult râvnite pentru multe animale.

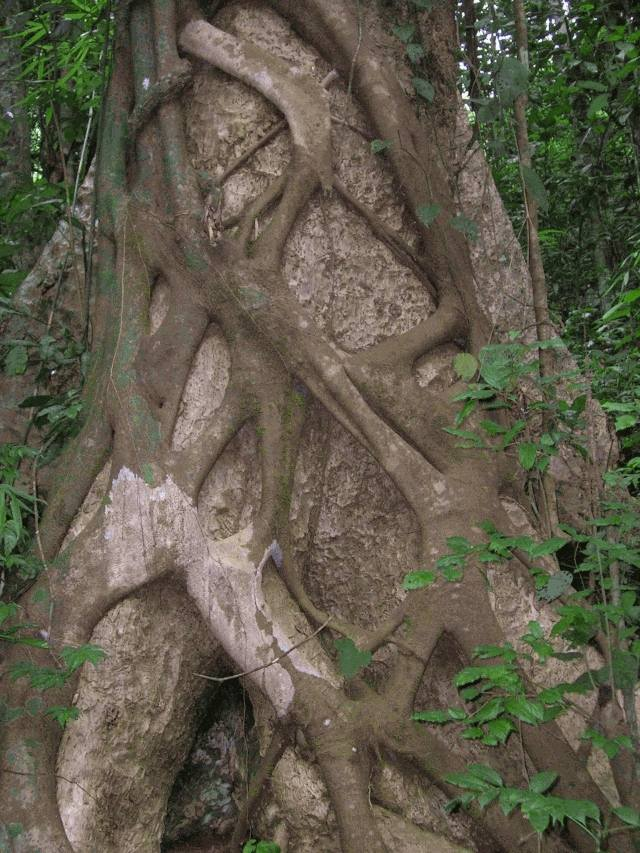
Primele etape ale unui smochin pe un copac gazdă în Ghats-ul de Vest, India

Banianul este parte din stema Indoneziei. Acesta este menit să simbolizeze unitatea Indoneziei - o țară cu multe și îndepărtate rădăcini. Copacul uriaș simbolizează, de asemenea, în heraldică, puterea. Fostul președinte Suharto l-a folosit ca logo pentru partidul său, Golongan Karya (Golkar), exploatând adânc înrădăcinata credință a concetățenior săi în natura sacră (sakti) a banianului